# Diageo

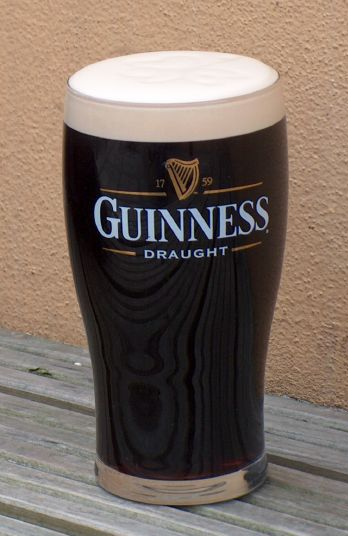
Cerveja Guinness.

Diageo é uma fabricante de bebidas, com sede em Londres, Reino Unido. Fundada em 1997, é a maior fabricante de bebidas destiladas do mundo, comercializando seus produtos para 180 países e com representações em 80 países. Em 2014 a empresa empregava mais de 36.000 pessoas.
Foi fundada em 27 de outubro de 1997 após a fusão da irlandesa Guinness plc e da britânica Grand Metropolitan.
A empresa é dona de marcas como a Smirnoff (a Vodka mais vendida do mundo) e da Johnnie Walker (o Uísque mais distribuído em todo o mundo).
Foi eleita pelo Great Place to Work Institute (GPTW) como uma das cem melhores empresas para se trabalhar no Brasil.

## História
A empresa foi dona do Burger King, porém vendeu a companhia em julho de 2002 à firma de investimentos americana Texas Pacific Group por 2,3 bilhões de dólares.
Em fevereiro de 2011 adquiriu por 2,1 bilhões de dólares a empresa de bebidas turca Mey Icki'.
Em maio de 2012 comprou a empresa brasileira de cachaça Ypióca por 940 milhões de reais.
Em novembro de 2012 adquiriu 53,4% da indiana United Spirits Limited por 2,1 bilhões de dólares.

## Marcas[15]
- Baileys;
- Bells;
- Captain Morgan;
- Cîroc;
- Crown Royal;
- Gordon's Gin;
- Guinness;
- Johnnie Walker;
- José Cuervo.
- Smirnoff;
- Sterling Vineyards;
- Tanqueray;
- VO;
- Ypióca;
- Archers;
- Beaulieu Vineyard;
- Blossom Hill;
- Buchanan's;
- Bulleit Bourbon;
- Bundaberg;
- Bushmills;
- Don Julio;
- George Dickel;
- J&B;
- Pimm's;
- Red Stripe;
- Seagram 7 Crown;